# 3º Gruppo caccia "Francesco Baracca"
Il 3º Gruppo Caccia "Francesco Baracca", articolato in tre squadriglie fu un reparto dell'Aeronautica Nazionale Repubblicana della Repubblica Sociale Italiana ricostituitosi con equipaggi italiani dopo l'armistizio di Cassibile.

## Storia

### La nascita

Fernando Malvezzi durante il giuramento a Fossano

Le origini del 3º Gruppo risalgono al 22 ottobre 1943 quando il capitano Fernando Malvezzi su disposizione di Ernesto Botto, sottosegretario dell'Aeronautica Nazionale Repubblicana, si trasferì con la propria squadra presso l'aeroporto di Castiglione del Lago dove assunse il comando della scuola e iniziò a recuperare gli aerei disponibili, principalmente Macchi M.C.202. Nel marzo l'intero reparto si trasferì a Fossano dove fu integrato da altri Gruppi anch'essi costituitisi autonomamente come il Gruppo Trasporto Velivoli "De Camillis" e in seguito a Cervere. Qui operò come scuola addestramento caccia e furono costituite tre squadriglie. Il 21 giugno un bombardamento alleato causò la distruzione di alcuni velivoli a terra. Mentre nella propria abitazione fu brevemente sequestrato dai partigiani l'asso Giulio Cesare Giuntella che era diventato Aiutante maggiore del 3º Gruppo.
Il 21 luglio l'aviere motorista Egidio Moretti, già in forza al 4º Stormo, fu colpito a morte nel corso dell'unico attacco partigiano che il 3º Gruppo subì nel perimetro della base. Sorpreso all'interno di un magazzino si rifiutò di arrendersi e reagì venendo ucciso da una raffica di mitra. Egidio Moretti fu proposto per la Medaglia d'argento al valor militare.

### 3º Gruppo caccia "Francesco Baracca"
L'11 agosto 1944 fu ufficialmente costituito il 3º Gruppo caccia "Francesco Baracca" e la prima squadriglia fu trasferita a all'Aeroporto di Vicenza mentre la seconda e la terza a Thiene insieme al 1º Gruppo caccia "Asso di bastoni" di Adriano Visconti. Allo scioglimento della Squadriglia complementare d'allarme "Montefusco-Bonet" parte dei piloti integrò anche il 3º Gruppo.
La cronica mancanza di aerei, la cui produzione era destinata in primo luogo ai reparti già in linea bloccò a terra l'intero Gruppo. Malvezzi fu costretto, per armare il proprio reparto, a tentare inutilmente a farsi fornire di moderni Messerschmitt Bf 109 finché il 25 agosto 1944 scattò l'Operazione Phoenix e i tedeschi intimarono a tutte le basi dell'ANR di sciogliersi per confluire in una Legione Aerea Italiana inquadrata nell'esercito tedesco. Malvezzi, colto di sorpresa mentre si trovava a Torino, pur con molti distinguo aderì alla richiesta pensando che l'ordine fosse stato dato in accordo con le autorità italiane. Ma quando venne a sapere che né il 1º Gruppo caccia "Asso di bastoni" né il 2º Gruppo caccia "Gigi Tre Osei" avevano accettato ritirò la propria adesione. Nel frattempo il capitano Giorgio Pocek, che in assenza di Malvezzi aveva assunto il comando della base di Vicenza, aveva cercato di prendere tempo con i tedeschi finché, informato da Malvezzi che l'ordine era unilaterale e preso all'insaputa delle autorità della RSI, si oppose fermamente.
Nuovi accordi stabilirono l'autonomia del 3º Gruppo così come di tutta l'aviazione italiana e l'inizio di corsi di addestramento da tenersi in Germania per i piloti che sarebbero poi stati equipaggiati con i Messerschmitt. Il 31 ottobre 1944 il Gruppo si trasferì a Desio installandosi nella Villa Cusani Tittoni Traversi e i primi gruppi partirono nel gennaio 1945 per Holzkirchen sostituendo i piloti dell'Asso di bastoni ma l'addestramento cominciò solo a febbraio.
A fine marzo completato l'addestramento i piloti italiani iniziarono a rientrare in Italia ma a causa della cronica mancanza di velivoli il Gruppo continuò ad essere non operativo. Arrivò un solo Messerschmitt Bf 109 pilotato dal capitano Malvezzi e il 20 aprile altri due Messerschmitt destinati al 3º Gruppo e già consegnati furono dirottati al 2º Gruppo che pochi giorni prima aveva perso diversi aerei. Lo stesso avvenne per un altro Messerschmitt partito da Holzkirchen il 21 aprile 1945. Il 25 aprile 1945 i reparti del 3º Gruppo si accordarono con i rappresentanti del CLN per ottenere dei lasciapassare e l'unico Messerschmitt Bf 109 disponibile (quello portato da Malvezzi) che si trovava ad Orio al Serio fu distrutto dall'equipaggio.

## Assi del 3º Gruppo caccia "Francesco Baracca"
- Fernando Malvezzi
- Fausto Balilla Albani (probabile asso)

## Velivoli utilizzati
- Macchi M.C.202
- Messerschmitt Bf 109